# آساگو میلانوفیوری نورد (متروی میلان)
آساگو میلانوفیوری نورد (انگلیسی: Assago Milanofiori Nord) ایستگاهی در خط ۲ متروی میلان، در حومه جنوبی منطقه آساگو است. این خط در سال ۲۰۱۱ افتتاح شد.